# Thomas Thuruthimattam
Thomas Thuruthimattam CST (* 22. April 1947) ist ein indischer syro-malabarischer Ordensgeistlicher und emeritierter Bischof von Gorakhpur.

## Leben
Thuruthimattam trat am 17. Mai 1965 der Little Flower Congregation bei und wurde am 21. Dezember 1973 zum Priester geweiht. Er studierte an der Katholieke Universiteit Leuven. Die ersten vier Jahre nach seiner Priesterweihe war er für seinen Orden in Kerala aktiv. Danach verbrachte Thuruthimattam von 1977 bis 1979 zwei Jahre in der Gorakhpur-Mission und war von 1979 bis 1982 in Augsburg tätig. Im Anschluss wurde er Rektor des Diocesan Minor Seminary in Gorakhpur (1983–1986) und übernahm verschiedene weitere Aufgaben.
Seit 2003 ist er Generalsuperior seines Ordens. Am 15. Juli 2006 wurde Thuruthimattam zum Bischof von Gorakhpur ernannt und löste damit seinen Ordensbruder Dominic Kokkat ab. Am 1. Oktober 2006 erfolgte die Bischofsweihe durch Kardinal Varkey Vithayathil, den Großerzbischof von Ernakulam-Angamaly.
Die Synode der syro-malabarischen Kirche nahm seinen altersbedingten Rücktritt an und wählte Mathew Nellikunnel CST zu seinem Nachfolger als Bischof von Gorakhpur. Papst Franziskus bestätigte die Wahl am 26. August 2023.